# Pause (groupe)
 (février 2025).
Pour les articles homonymes, voir Pause.
PAUSE (Penser A Utiliser Son Esprit) est un groupe de musique français; orienté vers le style reggae tout en gardant un son original plus rock qui leur sont propres ; fondé en 2005.

## Membre du groupe
- Guizmo : chant
- Negoos : chant
- Daniel Jamet : guitare
- Olivier Mizrachi : guitare
- Thomas Loyer : clavier
- Sébastien Le Bon (Zeb) : batterie
- Julien Bonvoisin : basse

## Discographie
Les douze pistes de l'album Pause sont :